# 7657 Jefflarsen
7657 Jefflarsen eller 1992 HK1 är en asteroid i huvudbältet som upptäcktes den 25 april 1992 av Spacewatch vid Kitt Peak-observatoriet. Den är uppkallad efter den amerikanske astronomen Jeffrey A. Larsen.
Asteroiden har en diameter på ungefär 6 kilometer och den tillhör asteroidgruppen Koronis.